# Helen Singer Kaplan
Pour les articles homonymes, voir Singer et Kaplan.
Helen Singer Kaplan (6 février 1929 - 17 août 1995) est une sexothérapeute austro-américaine, fondatrice de la première clinique américaine de troubles de la sexualité établie dans une école de médecine. The New York Times a décrit Kaplan comme une personne « considérée comme un chef de file parmi les sexothérapeutes à vocation scientifique ». Elle s'est distinguée par ses efforts pour combiner certaines idées et techniques de la psychanalyse avec des méthodes comportementales. Elle a également été surnommée la « reine du sexe » en raison de son rôle de pionnière en sexothérapie lors de la révolution sexuelle des années 1960 en Amérique et pour sa défense de la sexualité à considérer  comme une chose joyeuse, plutôt que quelque chose de sale ou de dangereux. Les principaux thèmes de ses thèses portent sur l'évaluation des dysfonctionnements psychosexuels, car ces syndromes feraient partie des problèmes médicaux les plus répandus, les plus inquiétants et les plus angoissants des temps modernes.

## Biographie
Helene Kaplan est née à Vienne, en Autriche, le 6 février 1929. En 1940, elle émigre aux États-Unis et devient citoyenne en 1947. Elle obtient un baccalauréat en beaux-arts de l'Université de Syracuse en 1951, assorti d'une mention avec grande distinction. Elle étudie ensuite à l'Université Columbia, où elle obtient une maîtrise en psychologie en 1952, puis un doctorat en psychologie en 1955. Au New York Medical College, elle obtient son diplôme de médecine en 1959 et y suit un cours complet de psychanalyse en 1970. En 1964, elle lance un programme résidentiel novateur pour les femmes médecins ayant des enfants au New York Medical College. Le « programme pour les mères » permettait aux résidentes d'être libres pendant les vacances et en cas d'urgence de prendre soin de leurs enfants. Elle a longtemps enseigné la psychiatrie au Weill Medical College et à la clinique psychiatrique Payne Whitney.

## Recherche sur le sexe et thérapie
Psychologue et psychiatre de formation, Kaplan considérait la réponse sexuelle humaine comme un phénomène triphasique composé de phases distinctes mais imbriquées : désir, éveil et orgasme. Elle a conclu que les troubles de la phase de désir sont les plus difficiles à traiter, car ils sont associés à des difficultés psychologiques profondes.
Helene Kaplan a beaucoup écrit sur le traitement des dysfonctions sexuelles, intégrant d'autres méthodes aux principes de la psychothérapie,. Comme beaucoup d'autres experts dans son domaine, elle a estimé que les difficultés sexuelles avaient généralement des origines superficielles. Elle a suggéré que l'éjaculation prématurée se produisait si le sujet n'avait pas de contrôle volontaire au moment où il éjaculait, et que les femmes anorgasmiques lors du coït ne devraient pas nécessairement être considérées comme ayant un problème.
Helene Kaplan a toujours encouragé les personnes à apprécier le plus possible les relations sexuelles. Cependant, depuis l’épidémie de sida aux États-Unis de 1981 à 1990, elle a dû ajouter cette mise en garde : « Si vous n’êtes pas extrêmement prudent, cela peut vous tuer ». Elle a commenté qu'elle « a[vait] horreur d'avoir à dire cela. [...] J'ai passé toute ma vie à trouver des solutions aux problèmes des gens, leur disant que le sexe n'est pas sale ou nuisible, mais une fonction naturelle. Et maintenant, je dois leur dire : “Hé, regarde dehors. Tu pourrais mourir” ». Deux de ses disciples sont Ruth Westheimer et Hans-Werner Gessmann (en 1976, qui a ajouté à la sexothérapie ses propres approches humanistes psychologiques et hypnotiques).

## Vie privée
Kaplan s'est mariée deux fois. En 1953, elle épouse le thérapeute sexuel Harold Kaplan . Ils ont eu trois enfants, Phillip Kaplan, Peter Kaplan et Jennifer Kaplan-D'Addio, avant de divorcer en 1968. (Il épousera plus tard l'actrice Nancy Barrett ). Son deuxième mari était le fondateur de Toys "R" Us, Charles Lazarus . Elle meurt d'un cancer à l'âge de 66 ans.

## Publications
Helene Kaplan est l'auteur de 110 publications et de 127 conférences.Parmi les plus significatives figurent :
- Traduites en français :
  - L'éjaculation précoce: comment y remédier, G. Saint-Jean, 2000
  - La nouvelle thérapie sexuelle: traitement actif des difficultés sexuelles, Buchet-Chastel, 1979
  - Le Bonheur dans le couple: une nouvelle thérapie sexuelle, Belfond, 1975
- En anglais
  - New Sex Therapy: Active Treatment of Sexual Dysfunctions (Random House, 1974),
  - Disorders of Sexual Desires and Other New Concepts and Techniques in Sex Therap (Brunner-Mazel, 1979)
  - The Evaluation of Sexual Disorders: Psychological and Medical Aspects (Brunner, 1983)
  - The Illustrated Manual of Sex Therapy (Brunner; 2d ed., 1987)
  - How to Overcome Premature Ejaculation (Brunner, 1989)
  - avec Donald F. Klein, Sexual Aversion, Sexual Phobias and Panic Disorder (Brunner, 1987).